# Julijans Vaivods
Julijans Vaivods (Vārkava, 18. kolovoza 1895. – Riga, 24. svibnja 1990.), apostolski upravitelj u Rigi i Liepāja te prvi latvijski kardinal.

## Životopis
Julijans Vaivods je studirao u Sankt Peterburgu na Rimokatoličkoj teološkoj akademiji. Za svećenika je zaređen 7. travnja 1918. godine. U početku je bio poslan Latgale da služi kao župnik. Tada je došao u nadležnosti nedavno obnovljene biskupije u Rigi 22. rujna 1918. Godine 1925. je bio poslan da služi kao župnik u Kurzemeu. Kasnije je došao u nadležnost biskupije Liepāja kada je osnovana 1937. Dok je služio kao vikar te biskupije, bio je uzdignut na rang monsinjora 4. srpnja 1949.
Sovjetske vlasti su u razdoblju od 1958. do 1960. pritvorili monsinjora Vaivodsa. Godine 1962. postao je generalni vikar nadbiskupije u Rigi. Godine 1964. dobio je papin poziv za putovanje u Rim kako bi nazočio trećoj sjednici Drugog vatikanskog koncila.
18. studenog 1964. je posvećen za naslovnog biskupa od Paolo Marella u Rimu. Biskup Vaivods se vratio u Rim 1965. godine gdje je sudjelovao u četvrtom zasjedanju Drugog vatikanskog koncila. Umro je 24. svibnja 1990. godine u Rigi. Za geslo je imao Preko Marije do Isusa (lat. Ad Iesum per Mariam).

## Vanjske poveznice
|  | Zajednički poslužitelj ima još gradiva o temi Julijans Vaivods |